# Austroearinus unicolor
Austroearinus unicolor är en stekelart som först beskrevs av Carlos Schrottky 1902.  Austroearinus unicolor ingår i släktet Austroearinus och familjen bracksteklar. Inga underarter finns listade.